# Plain Dealing
Plain Dealing is een plaats (town) in de Amerikaanse staat Louisiana, en valt bestuurlijk gezien onder Bossier Parish.

## Demografie
Bij de volkstelling in 2000 werd het aantal inwoners vastgesteld op 1071.
In 2006 is het aantal inwoners door het United States Census Bureau geschat op 1048, een daling van 23 (-2,1%).

## Geografie
Volgens het United States Census Bureau beslaat de plaats een oppervlakte van
4,1 km², geheel bestaande uit land. Plain Dealing ligt op ongeveer 108 m boven zeeniveau.

## Plaatsen in de nabije omgeving
De onderstaande figuur toont nabijgelegen plaatsen in een straal van 24 km rond Plain Dealing.